# 田沼意致
田沼 意致（たぬま おきむね）は、江戸時代中期の幕臣（旗本）。田沼意誠の子。妻は能勢頼忠の養女、後妻は伊丹直宥の娘。子に田沼意定、娘（稲葉正武室、のち土方義苗室）がいる。田沼意次は父方の伯父にあたる。官位は従五位下・能登守。

## 生涯
1774年（安永3年）に家督を継ぎ、将軍徳川家治の子の徳川家基について、西丸目付となる。1779年（安永7年）に一橋家家老に就任する。徳川家斉の将軍就任に力を尽くし、1781年（天明元年）に夭逝した家基に代わり家斉が家治の世子となると、ほぼ同時の閏5月19日に意致は一橋家家老から小姓組番頭格・西丸御側取次見習いとなった。
しかし1787年（天明7年）、家斉の将軍就任後に田沼意次が失脚し、江戸における天明の打ち壊しを契機に田沼派が離縁や義絶より離脱したり、排除された。この政局の中で意致も、1787年（天明7年）5月28日に御用御取次を罷免されて、菊の間縁詰となった。しかし意致は時を置いて再登用され、その後の辞意も慰留されている。

## 官歴
- 宝暦8年（1758年）3月18日：御目見（将軍：徳川家重）
- 宝暦12年（1762年）9月28日：小姓組
- 宝暦13年（1763年）2月22日：小納戸、7月15日：徳川家基付、12月9日：布衣
- 安永3年（1774年）3月8日：家督
- 安永4年（1775年）8月5日：西丸付（西丸：徳川家基）、11月15日：西丸目付
- 安永7年（1778年）7月28日：一橋家家老（当主：徳川治済）、12月16日：従五位下能登守
- 天明元年（1781年）閏5月19日：西丸小姓組番頭格（西丸：徳川家斉）
- 天明2年（1782年）4月23日：西丸御側御用取次
- 天明6年（1786年）閏10月4日：本丸付
- 天明7年（1787年）5月28日：菊間広縁詰
- 寛政6年（1794年）12月27日：大番頭
- 寛政8年（1796年）6月25日：卒去

## 関連作品
映画
- お洒落狂女（1952年、東映、演：上代勇吉）
- ひばりのおしゃれ狂女（1961年、東映、演：安井昌二）

テレビドラマ
- 江戸の鷹 御用部屋犯科帖（1978年、テレビ朝日、演：若尾哲平）
- べらぼう〜蔦重栄華乃夢噺〜（2025年、NHK大河ドラマ、演：宮尾俊太郎）